# Klinopád
Klinopád (Clinopodium) je rod rostlin z čeledi hluchavkovitých. Je do něho v různých pojetích řazeno okolo 150 druhů vyskytujících se v Eurasii, Africe a obou Amerikách. Některé z nich jsou používány jako léčivé nebo okrasné rostliny.

## Taxonomie
Název rodu byl uveřejněn Linném v knize Species plantarum roku 1753. Patří do podčeledi Nepetoideae, tribu Menthae a subtribu Menthinae; jeho lektotypem je klinopád obecný (Clinopodium vulgare). Je součástí taxonomicky obtížné skupiny rodů Calamintha – Satureja – Micromeria – Acinos – Clinopodium, mezi nimiž docházelo v minulosti k mnoha přesunům. O jejich vzájemné příbuzenské vazbě a o přesném systematickém vymezení se stále diskutuje a otazníky nebyly pravděpodobně dosud definitivně vyřešeny. Otázkou je také zahrnutí zhruba 40 druhů vyskytujících se výhradně ve Střední a Jižní Americe, které dle fylogenetických studií formují samostatný klad v rámci rodu a někteří autoři je vydělují do samostatného rodu Gardoquia. Jiné zdroje pojímají naopak rod velmi široce a zahrnují do něho mnoho drobnějších rodů včetně kompletních rodů Calamintha, Acinos a několika dalších.

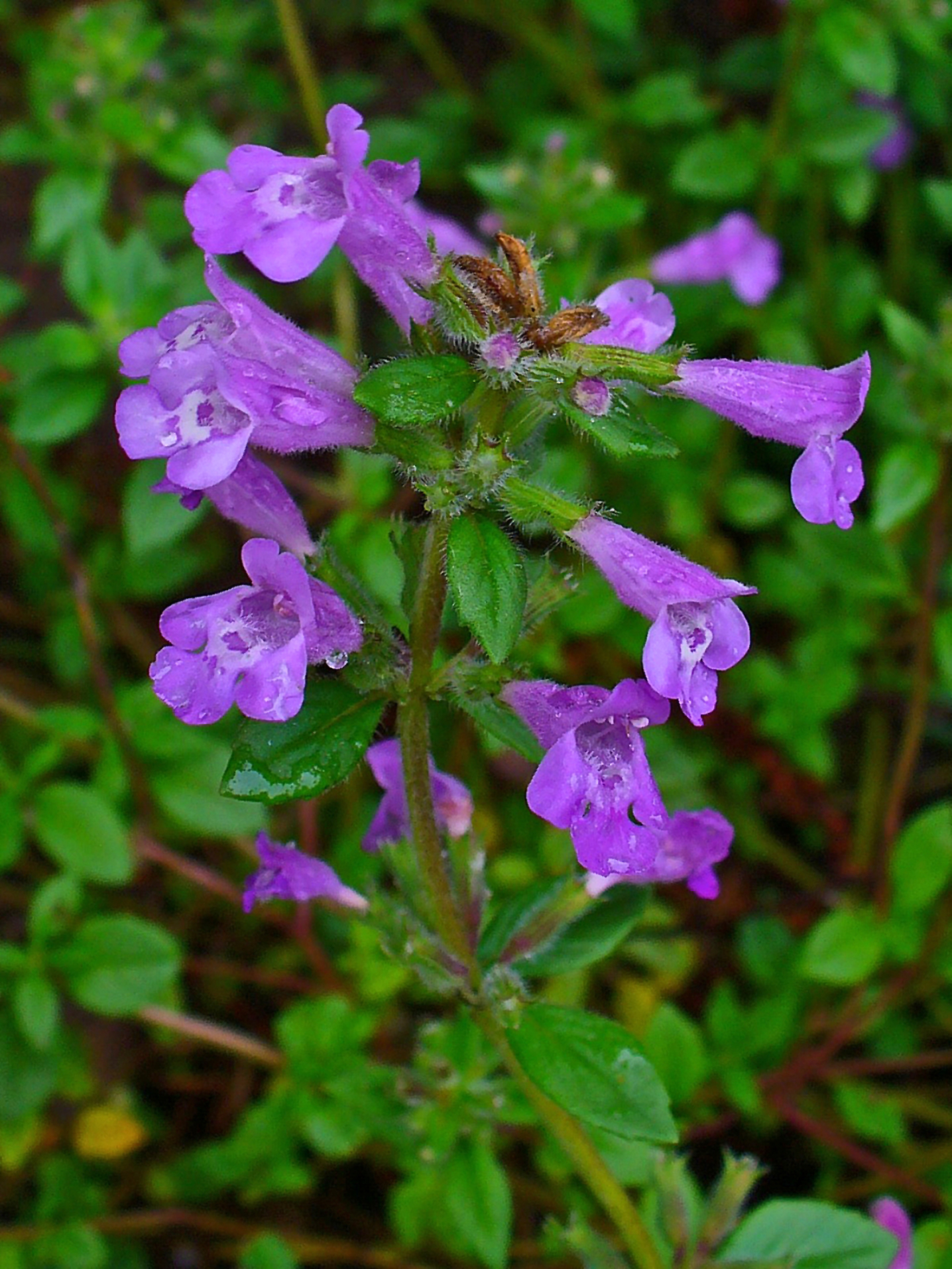
Clinopodium alpinum

### Vybraní zástupci
- Clinopodium abchasicum – teprve v roce 2013 popsaný nový druh ze Zakavkazska
- Clinopodium acinos (syn. Acinos arvensis) – pamětník rolní
- Clinopodium alpinum (syn. Acinos alpinus) – hory střední a jihovýchodní Evropy
- Clinopodium bolivianum – vysoké hory západu Jižní Ameriky[2]
- Clinopodium grandiflorum (syn. Calamintha grandiflora, marulka velkokvětá) – Středomoří
- Clinopodium menthifolium (syn. Calamintha menthifolia, Satureja menthifolia) – marulka lesní; Středomoří
- Clinopodium nepeta – marulka šantovitá (syn. Calamintha nepeta); Evropa, Středomoří[3]
- Clinopodium nubigenum – centrální a severní Andy[4]
- Clinopodium serpyllifolium (syn. Micromeria fruticosa) – Středomoří, Malá Asie
- Clinopodium simense – Etiopie, hory východní tropické Afriky
- Clinopodium vulgare – klinopád obecný; Evropa, Amerika

### Synonyma
- Acinos Mill.
- Antonina Vved.
- Bancroftia R.K.Porter
- Calamintha Mill.
- Ceratominthe Briq.
- Diodeilis Raf.
- Faucibarba Dulac
- Gardoquia Ruiz & Pav.
- Nostelis Raf.
- Oreosphacus Phil.
- Rafinesquia Raf.
- Rizoa Cav.
- Xenopoma Willd.[1]

## Popis a rozšíření

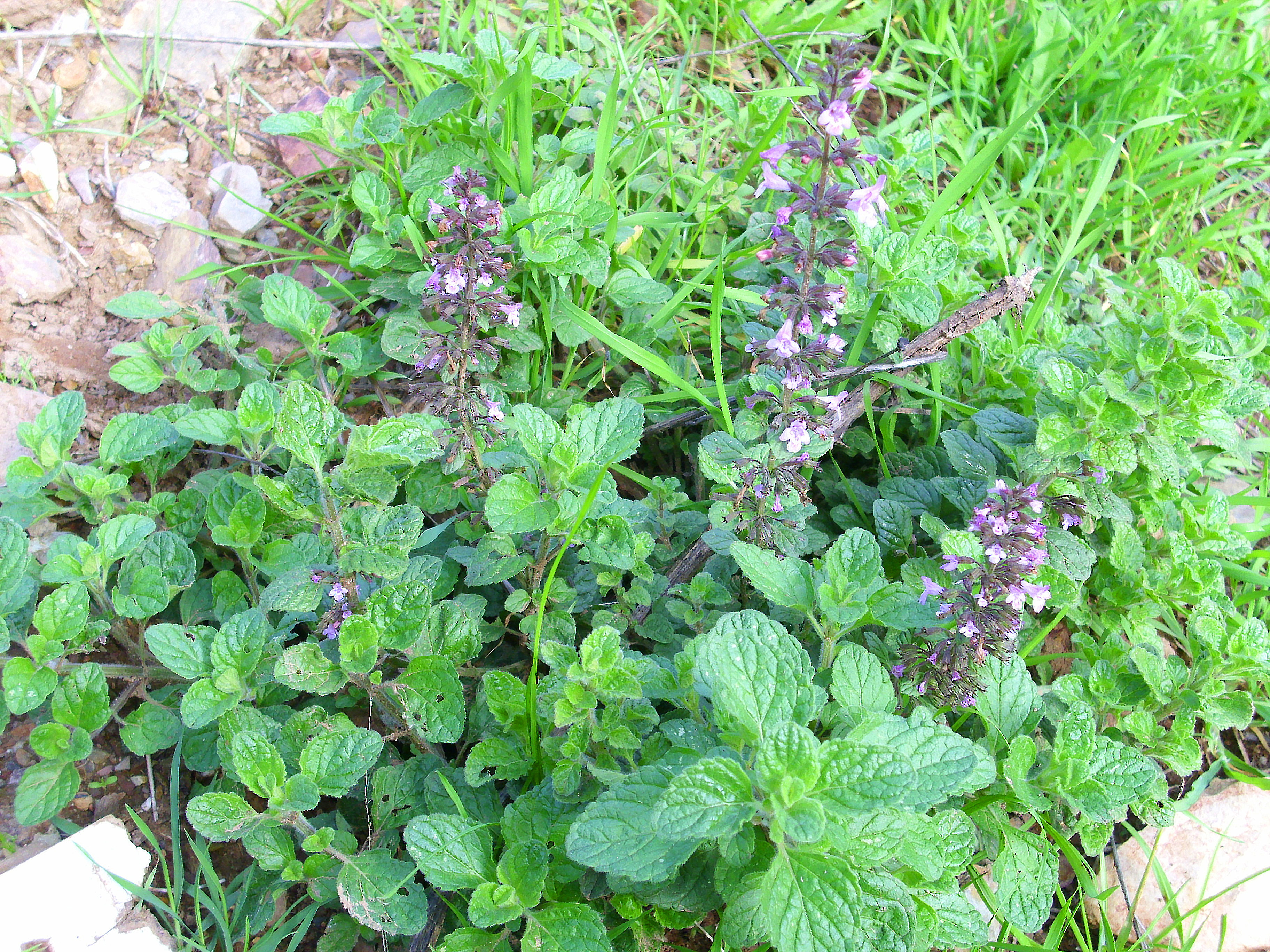
Clinopodum serpyllifolium

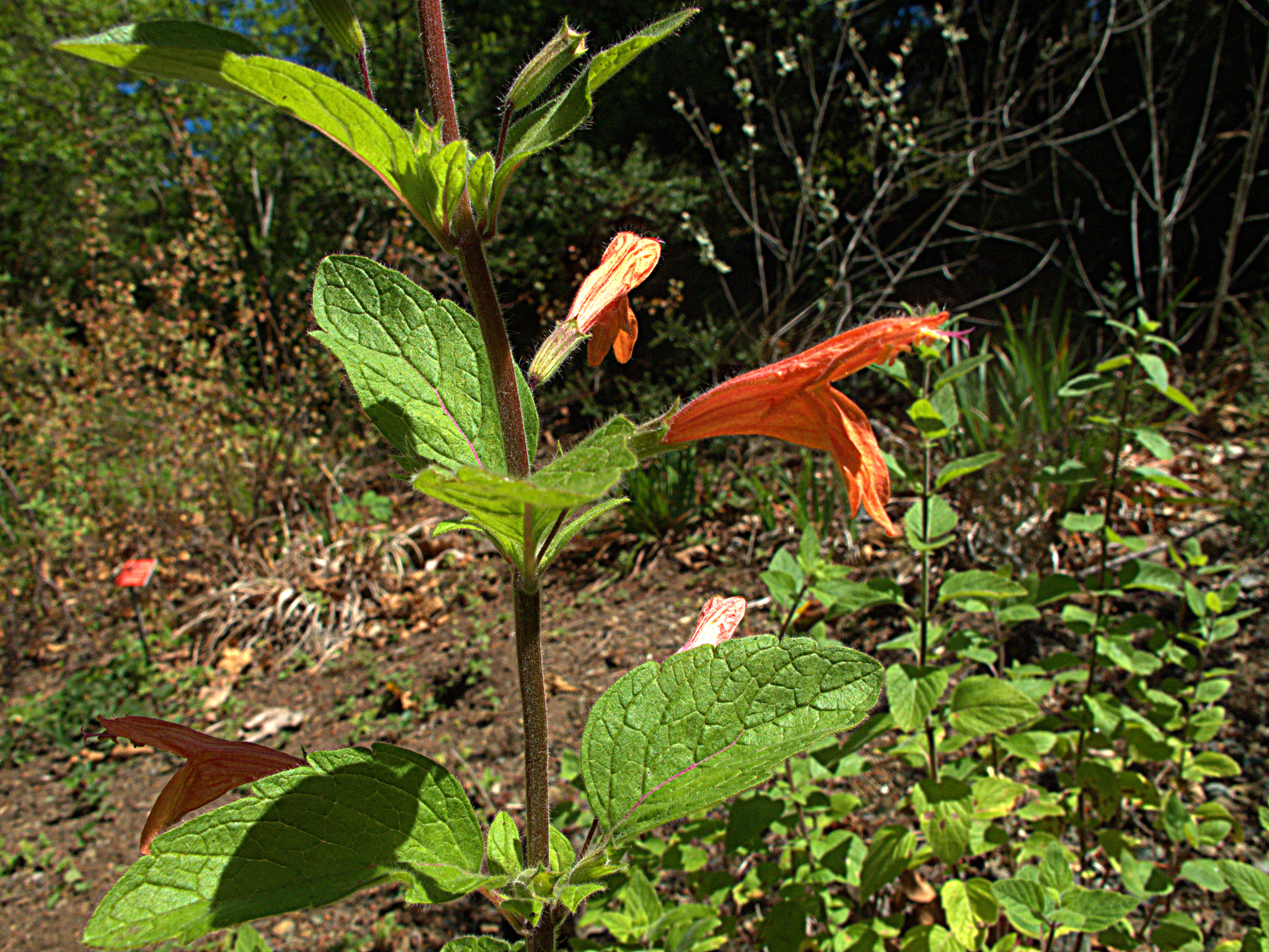
Clinopodium mimuloides, Kalifornie

Jsou to obvykle vytrvalé byliny, mimo české území i polokeře a keře, často aromatické. Listy jsou vstřícné, obvykle jednoduché, celokrajné nebo zubaté. Květy jsou v zásadě oboupohlavné, uspořádané v krátkých vstřícných vidlanech nebo lichopřeslenech, rozlišené na srostlý trubkovitý kalich s pěti laloky a dvoupyskatou korunu. Ze čtyř tyčinek jsou někdy dvě přeměněny na jalová staminodia, u funkčně samičích květů jsou někdy zcela zakrnělé. Plody jsou tvrdky.
Chápeme-li rod široce, pak se jeho zástupci přirozeně vyskytují v mírných, subtropických i tropických oblastech na všech kontinentech s výjimkou Austrálie a Antarktidy. Chybí též v subarktické Severní Americe, v jižní Africe, v Brazílii, na ruském Dálném východě nebo v Grónsku. Jejich obvyklým biotopem jsou světlé lesy a lesní lemy, sušší širokolisté trávníky nebo středomořská či vysokohorská křovinná vegetace.

## Česká květena
Původním druhem v české květeně je klinopád obecný (Clinopodium vulgare). Tato vytrvalá, někdy na bázích dřevnatějící bylina s bílými nebo růžovofialovými květy vyrůstá roztroušeně až hojně na většině území ČR, převážně v teplomilných doubravách, světlejších dubohabřinách, vápnomilných bučinách a suťových lesích, na pasekách, v lesních lemech, křovinách nebo širokolistých suchých trávnících. Na sutích, skalních výchozech a v málo zapojených suchých trávnících roste též pamětník rolní (Clinopodium acinos), řazený ale českými zdroji zpravidla do samostatného rodu. Další druhy zde příležitostně zplaňují z kultury.

## Význam

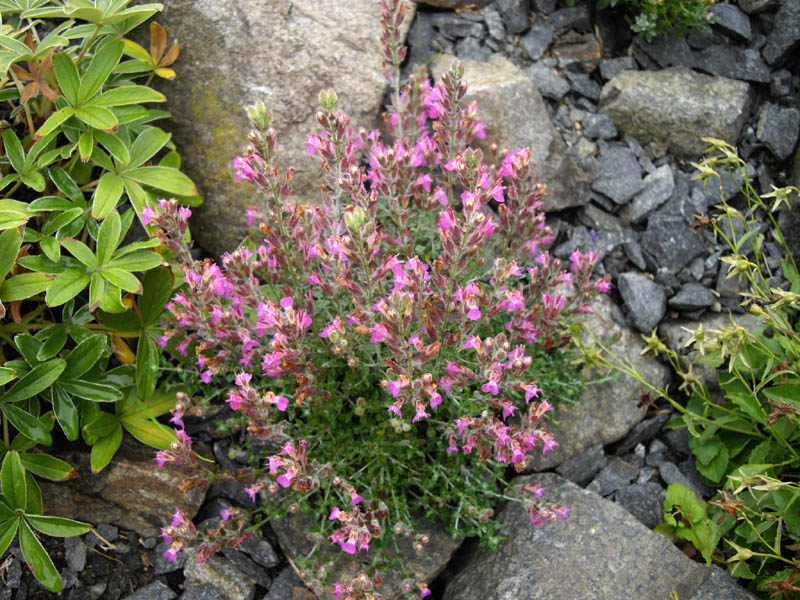
Clinopodium corsicum, endemit ostrova Korsika

Některé druhy jsou pro větší obsah aromatických silic využívány v tradiční medicíně, například Clinopodium bolivianum v Andách; natí marulky šantovité (Clinopodium nepeta) se v Itálii aromatizují likéry nebo se využívá jako koření. Další jsou pěstovány jako okrasné trvalky, například marulka velkokvětá (Clinopodium grandiflorum).